# Liste der Einträge im National Register of Historic Places im Boone County (Illinois)

Lage des Boone County in Illinois

Die Liste der Einträge im National Register of Historic Places im Boone County in Illinois führt alle Bauwerke und historischen Stätten im Boone County auf, die in das National Register of Historic Places aufgenommen wurden.

## Legende
| NRHP | Historic Place    |
| HD   | Historic District |

## Aktuelle Einträge
| [ 2 ] | Name                                           | Bild                                           | Eintragsdatum        | Lage                                                                                      | Ort       | Beschreibung |
| ----- | ---------------------------------------------- | ---------------------------------------------- | -------------------- | ----------------------------------------------------------------------------------------- | --------- | ------------ |
| 1     | Belvidere North State Street Historic District | Belvidere North State Street Historic District | 2012 ID-Nr. 12000324 | State Street zwischen Hurlbut Street und Kishwaukee Road 42° 15′ 37,6″ N, 88° 50′ 39,5″ W | Belvidere |              |
| 2     | Belvidere South State Street Historic District | Belvidere South State Street Historic District | 2012 ID-Nr. 12000325 | State Street zwischen Logan Avenue und Madison Street 42° 15′ 20,8″ N, 88° 50′ 22,8″ W    | Belvidere |              |
| 3     | Belvidere High School                          | Belvidere High School                          | 1997 ID-Nr. 97000815 | Pearl Street Ecke 1st Street 42° 15′ 17″ N, 88° 50′ 27″ W                                 | Belvidere |              |
| 4     | Lampert-Wildflower House                       | Lampert-Wildflower House                       | 2005 ID-Nr. 05000870 | 410 East Lincoln Avenue 42° 15′ 44″ N, 88° 50′ 28″ W                                      | Belvidere |              |
| 5     | Pettit Memorial Chapel                         | Pettit Memorial Chapel                         | 1978 ID-Nr. 78001112 | 1100 North Main Street 42° 16′ 10″ N, 88° 50′ 50″ W                                       | Belvidere |              |
| 6     | United States Post Office-Belvidere            | United States Post Office-Belvidere            | 2000 ID-Nr. 00000473 | 200 South State Street 42° 15′ 28″ N, 88° 50′ 27″ W                                       | Belvidere |              |